# Synodontis frontosa
Synodontis frontosa es una especie de peces de la familia Mochokidae en el orden de los Siluriformes.

## Morfología
• Los machos pueden llegar alcanzar los 34,2 cm de longitud total.

## Hábitat
Es un pez de agua dulce.

## Distribución geográfica
Se encuentran en África: cuenca del río Nilo y lagos  Albert,  Edward y  Chad.